# يزن السقاف
يزن السقاف ممثل سوري شاب وهو ابن المخرج سمير السقاف، من مواليد مدينة دمشق ، متزوج من الفنانة { يمنى ماجد } ولديه ولدان ( برق & رعد ) .

## مسلسلاته
- الرؤية
- هيام الليل
- أيام دمشقية
- أعيدوا الظلام
- تحت رحمة السماء
- القعقاع مسلسل تاريخي ويؤدي فيه دور الخليفة
- النداء العاجل
- أحلامنا
- غيث الدموع
- الكذب الأبيض
- الرقعة الزرقاء
- سوريا بين الحين والحين
- الهجساء
- الريف والحضر
- الرجال يبكون ـ أول مسلسل

## بداياته
كان يزن يدرس كلية الهندسة ثم ذهب إلى ألمانيا ليكمل دراسته هناك ثم رجع إلى سوريا فدخل معهد الفنون للتمثيل تنفيذاً لرغبة أبوه فكان أول مسلسل يعرض له هو ( الرجال يبكون ) .